# محمد سهیل (بازیکن فوتبال، زاده ۲۰۰۱)
محمد سهیل (انگلیسی: Muhammad Sohail؛ زادهٔ ۴ سپتامبر ۲۰۰۱) بازیکن فوتبال اهل پاکستان است.
وی همچنین در تیم‌های ملی فوتبال زیر ۲۳ سال پاکستان، و پاکستان بازی کرده است.